# Hermann Abert
Hermann Abert (Stuttgart, 25 de marzo de 1871-Stuttgart, 13 de agosto de 1927) fue un historiador de la música y musicólogo alemán.

## Biografía
Su padre, Johann Joseph Abert, era maestro de capilla de Stuttgart, y desde temprana edad educó a su hijo en la música. Entre 1890 y 1896 estudió filología clásica en las universidades de Tubinga, Berlín y Leipzig. Se doctoró en Tubinga en 1897.

## Obra
- Die Lehre vom Ethos in der griechischen Musik. (Disertación: "La enseñanza de la ética en la música griega"). Breitkopf & Härtel, Leipzig, 1899.
- Die ästhetischen Grundsätze der mittelalterlichen Melodienbildung. ("Los principios estéticos de las melodías medievales"). Univ. Habil., Halle/Saale, 1902.
- Robert Schumann. Schlesische Verlags-Anstalt, Berlín 1903, 3ª ed. 1917
- The Concept of Music in Mediaeval Times and its Principles. Niemeyer, Halle 1905.
- Dramatic Music at the Court of Duke Karl Eugen of Württemberg. 1905
- Niccolò Jomelli as a Composer of Operas. Niemeyer, Halle 1905.
- History of the Robert Franz Academy of Music in Halle. 1908
- a Gluck Annual, 4 números de 1914, y un Mozart Annual. Drei Masken Verlag, Múnich 1923.
- Johann Josef Abert: sein Leben und seine Werke. ("J. J. Abert: vida y obra"). Pfaehler, Bad Neustadt 1983. Reimpreso Leipzig (Breitkopf) ed. 1916. ISBN 3-922923-26-7
- Wolfgang Amadeus Mozart: eine Biographie, en gran medida reescrito desde el trabajo original de Otto Jahn. Breitkopf & Härtel, Leipzig 1920. Vol. 1, 1756–1782; Vol. 2, 1783–1791
- Goethe and Music. J. Engelhorn, Stuttgart 1922.
- Illustriertes Musik-Lexikon.. J. Engelhorns Nachfahren, Stuttgart 1927.
- Gesammelte Schriften und Vorträge. ("Obras completas y conferencias") Schneider, Tutzing 1968. Reimpreso por Halle ed. 1929